# 갓돌림신경
갓돌림신경(abducens nerve, abducent nerve), 외향신경, 외전신경(外轉神經), 제6뇌신경 (sixth cranial nerve, cranial nerve VI, CN VI)은 인간과 많은 다른 동물들의 가쪽 응시를 책임지는 바깥눈근육 중 하나인 가쪽곧은근의 움직임을 통제하는 뇌신경이다. 갓돌림신경은 몸신경계에 속하는 날신경이다.

## 구조

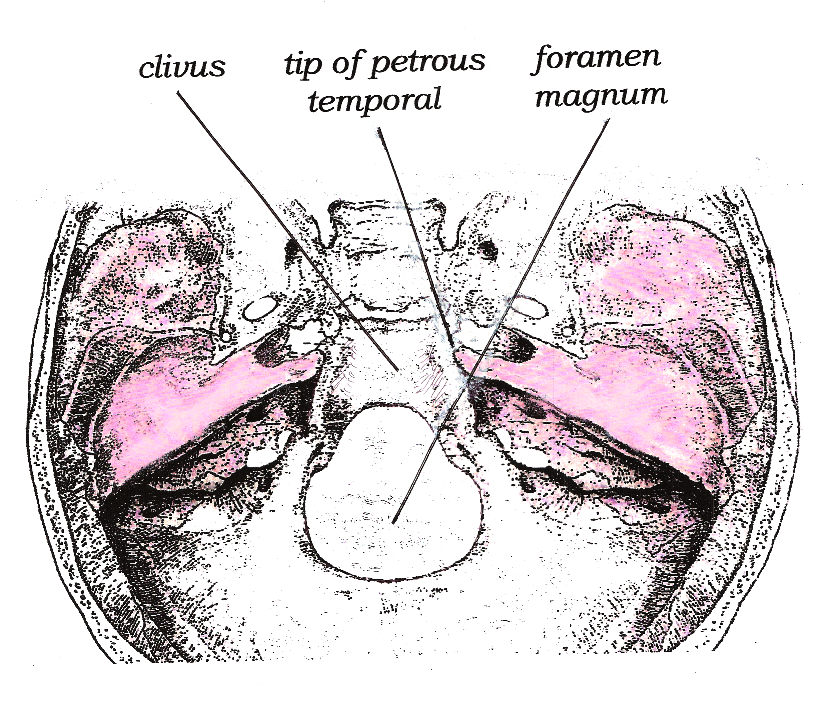
비스듬틀

갓돌림신경은 뇌줄기, 특히 다리뇌와 숨뇌의 이음부에서 시작되는데 이 지점은 숨뇌피라미드의 위쪽이며 얼굴신경의 안쪽이다. 여기서 갓돌림신경은 위앞쪽으로 주행하여 눈에 이른다.
뇌줄기에서 시작될 때 갓돌림신경은 거미막밑공간, 보다 정확히는 다리뇌수조로 들어간다. 다리뇌와 비스듬틀 사이를 위쪽으로 지나간 뒤에는 경막을 뚫고 도렐로관을 통해 경막과 머리뼈 사이를 주행한다. 관자뼈 바위부분의 꼭대기에서, 갓돌림신경은 급격하게 앞쪽으로 꺾여 해면정맥굴로 들어간다. 해면정맥굴에서는 속목동맥의 아래가쪽에 위치하며, 속목동맥과 함께 앞쪽으로 주행한다. 눈확으로 들어갈 때는 위눈확틈새의 안쪽 끝을 통해 진입하며, 온힘줄고리를 지나 눈의 가쪽곧은근에 이르러 이 근육을 지배한다.

## 기능
갓돌림신경은 눈의 가쪽곧은근에 분포한다. 일반몸날신경섬유(GSE) 성분을 가진 축삭을 운반한다.

## 같이 보기
- 뇌바닥동맥
- 대뇌동맥고리